# Eilema atratula
Eilema atratula är en fjärilsart som beskrevs av Eduard Friedrich Eversmann 1847. Eilema atratula ingår i släktet Eilema och familjen björnspinnare. Inga underarter finns listade i Catalogue of Life.